# Stephanos Constantinides
Stephanos Constantinides, griechisch Στέφανος Κωνσταντινίδης (* 28. Februar 1941 in Pentalia, Bezirk Paphos, Zypern), ist ein zyprisch-kanadischer politischer Soziologe und Neogräzist.
Nach dem Erwerb eines ersten Studienabschlusses an der Universität Athen in Geschichte und Philologie setzte Constantinides seine Studien in Paris an der Sorbonne fort. Dort studierte er den altgriechischen Geschichtsschreiber Thukydides bei der renommierten Gräzistin Jacqueline de Romilly. Bei ihr erwarb er auch eine Maîtrise. 1974 wurde er an der Université Paris 1 Panthéon-Sorbonne in politischer Soziologie promoviert (doctorat de troisième cycle), 1976 verlieh ihm die Universität Panthéon-Assas das doctorat d’État in Politikwissenschaften.
Er lehrte anschließend an der Universität Laval in Québec, der Universität Montreal und der Université du Québec à Montréal. Er war zudem Präsident des Conseil consultatif des Communautés culturelles et de l’Immigration der kanadischen Provinz Québec und Mitglied des Comité pour l’implantation du Plan d’action du Gouvernement du Québec à l’intention des Communautés culturelles (CIPACC).
Gegenstand von Constantinides’ Arbeiten sind die Europäische Union, Griechenland, die Türkei und Zypern. Wichtig sind auch seine Arbeiten zur Soziologie der griechischen Diaspora. Er ist weiterhin Herausgeber der zweisprachigen akademischen Zeitschrift Études helléniques / Hellenic Studies. Auf literarischem Gebiet hat er sechs Sammlungen von Gedichten sowie zwei Sammlungen Erzählungen und drei Kriminalromane veröffentlicht. Eine Sammlung seiner Gedichte, Anthumes, wurde von Jacques Bouchard ins Französische übersetzt.

## Schriften (Auswahl)
Monographien und Aufsätze
- Le fait français et la réalité multiculturelle au Québec. In: Le Québec français et l'école à la clientèle pluriethnique, contributions à une réflexion. Conseil supérieur de la langue française, Montréal 1987, ISBN 2-551-08896-8.
- Les Grecs du Quebec. Editions O Metoikos – Le Métèque, Montreal 1983, ISBN 2-920615-00-9.
- The Emergence of a New Ottoman Model: A New Foreign Policy in Turkey. In: George A. Kourvetaris u. a. (Hrsg.): The New Balkans: Disintegration and Reconstruction. East European Monographs, Boulder 2002, ISBN 0-88033-498-3.
- Diaspora et construction de l’Etat national grec. In: Michel Bruneau, Ioannis Hassiotis (Hrsg.): Arméniens et Grecs en diaspora. Approches comparatives. Ecole Française d’Athènes, Athen 2007, ISBN 978-2-86958-205-7.
- Les Grecs du Québec et les Médias. In: Etudes helléniques / Hellenic Studies. Band I, Nummer 1, 1983, ISSN 0824-8621, S. 9–22.
- Ethnicité et pluralisme culturel. In: International Journal of Community action. Band 14/54, 1985, S. 65–71.
- De l'autonomie relative de l'ethnicité en tant que construit idéologique. In: Canadian Ethnic Studies / Ethnic Studies in Canada. Band XVIII, Nr. 2, 1986, S. 102–114.
- Turkey: The Emergence of a New Foreign Policy, The Neo-Ottoman Model. In: Journal of Political and Military Sociology. Band 24, Nummer 2, 1996, S. 323–334.
- Greek Foreign Policy: Theoretical Orientations and Practice. In: Etudes helléniques / Hellenic Studies. Band 4, Nummer 1, 1996, ISSN 0824-8621, S. 43–62 (online).
- mit Alexander Kitroeff: The Greek-Americans and U.S. Foreign Policy Since 1950. In: Etudes helléniques / Hellenic Studies. Band 6, Nummer 1, 1998, ISSN 0824-8621, S. 5–24 (online).

Gedichte
- Anthumes. Editions O Metoikos – Le Métèque, Montréal 1984, ISBN 2-920615-91-2.

## Weblink
- Kurzbiographie auf dem persönlichen academia.edu-Profil

| Personendaten    | Personendaten                                             |
| ---------------- | --------------------------------------------------------- |
| NAME             | Constantinides, Stephanos                                 |
| ALTERNATIVNAMEN  | Κωνσταντινίδης, Στέφανος (griechisch)                     |
| KURZBESCHREIBUNG | zyprisch-kanadischer politischer Soziologe und Neogräzist |
| GEBURTSDATUM     | 28. Februar 1941                                          |
| GEBURTSORT       | Pentalia, Bezirk Paphos, Zypern                           |